# Kastelampi
Kastelampi är en sjö i kommunen Joensuu i landskapet Norra Karelen i Finland. Sjön ligger 121,9 meter över havet. Den är 6,4 meter djup. Arean är 50 hektar och strandlinjen är 4,34 kilometer lång. Sjön  ingår i Jänisjokis huvudavrinningsområde.   Den ligger omkring 23 kilometer öster om Joensuu och omkring 380 kilometer nordöst om Helsingfors. 